# 나가토시
나가토시(일본어: 長門市 나가토시[*])는 일본 야마구치현 북부에 위치하고 동해와 접한 시이다.
하기시와 함께 야마구치현 북부의 중심 도시 중 하나이지만 행정 기관은 하기시에 집중되어 있어 나가토시는 교통의 요지가 되고 있다.

## 지리
산인 지방의 거의 서단에 위치하고 동서로 뻗은 지형이다. 북쪽은 동해와 접하고 외해에 접한 해안선은 침식 지형을 이룬다. 한편으로 오미섬과 본토에 둘러싸인 후카가와만·센자키만, 무카쓰구반도에 둘러싸인 유야만 등의 만이 존재해 천연의 양항이 되고 있다. 무카쓰구반도는 평지가 적고 다랑논이 많이 존재해 최근에는 "바다를 바라볼 수 있는 다랑논"으로 풍경 사진의 소재로 다루어지는 경우도 적지 않다. 또 히오키 지구에서는 문주란이 자생하고 있다.

## 인접한 자치체
- 야마구치현
  - 시모노세키시
  - 하기시
  - 미네시

## 역사
- 에도 시대에는 포경(고래잡이) 기지로 번창하였다.
- 1954년 3월 31일 - 오쓰군 후카와정, 센자키정, 미치촌, 다와라촌이 합병하여 나가토시가 성립하였다.
- 2005년 3월 22일 - 구 나가토시와 오쓰군 헤키정, 미스미정, 유야정이 합병하여 새로운 나가토시가 성립하였다.

## 교통

### 도로
- 국도 제191호선 (일본)(일본어판)
- 국도 제316호선 (일본)(일본어판)
- 국도 제491호선 (일본)(일본어판)

### 철도
- 서일본 여객철도
  - 산인 본선
  - 미네선

## 인구
| 연도                         | 인구   | ±%     |
| ---------------------------- | ------ | ------ |
| 1920                         | 49,511 | —      |
| 1925                         | 50,249 | +1.5%  |
| 1930                         | 50,855 | +1.2%  |
| 1935                         | 50,753 | −0.2%  |
| 1940                         | 50,776 | +0.0%  |
| 1945                         | 64,030 | +26.1% |
| 1950                         | 64,281 | +0.4%  |
| 1955                         | 66,112 | +2.8%  |
| 1960                         | 62,866 | −4.9%  |
| 1965                         | 57,669 | −8.3%  |
| 1970                         | 53,247 | −7.7%  |
| 1975                         | 51,421 | −3.4%  |
| 1980                         | 50,892 | −1.0%  |
| 1985                         | 50,259 | −1.2%  |
| 1990                         | 47,656 | −5.2%  |
| 1995                         | 45,565 | −4.4%  |
| 2000                         | 43,473 | −4.6%  |
| 2005                         | 41,127 | −5.4%  |
| 2010                         | 38,317 | −6.8%  |
| 2015                         | 35,439 | −7.5%  |
| 2020                         | 32,519 | −8.2%  |
| Nagato population statistics |        |        |

## 기후
| 나가토시의 기후                                              | 나가토시의 기후 | 나가토시의 기후 | 나가토시의 기후 | 나가토시의 기후 | 나가토시의 기후 | 나가토시의 기후 | 나가토시의 기후 | 나가토시의 기후 | 나가토시의 기후 | 나가토시의 기후 | 나가토시의 기후 | 나가토시의 기후 | 나가토시의 기후 |
| 월                                                           | 1월             | 2월             | 3월             | 4월             | 5월             | 6월             | 7월             | 8월             | 9월             | 10월            | 11월            | 12월            | 연간            |
| ------------------------------------------------------------ | --------------- | --------------- | --------------- | --------------- | --------------- | --------------- | --------------- | --------------- | --------------- | --------------- | --------------- | --------------- | --------------- |
| 역대 최고 기온 °C (°F)                                       | 18.6 (65.5)     | 23.2 (73.8)     | 25.5 (77.9)     | 29.5 (85.1)     | 30.7 (87.3)     | 33.4 (92.1)     | 35.7 (96.3)     | 36.7 (98.1)     | 35.2 (95.4)     | 31.9 (89.4)     | 27.0 (80.6)     | 23.9 (75.0)     | 36.7 (98.1)     |
| 일평균 최고 기온 °C (°F)                                     | 9.5 (49.1)      | 10.5 (50.9)     | 13.8 (56.8)     | 18.7 (65.7)     | 23.2 (73.8)     | 26.0 (78.8)     | 29.9 (85.8)     | 31.3 (88.3)     | 27.4 (81.3)     | 22.6 (72.7)     | 17.4 (63.3)     | 12.0 (53.6)     | 20.2 (68.3)     |
| 일일 평균 기온 °C (°F)                                       | 5.8 (42.4)      | 6.4 (43.5)      | 9.3 (48.7)      | 13.9 (57.0)     | 18.4 (65.1)     | 21.9 (71.4)     | 26.1 (79.0)     | 27.1 (80.8)     | 23.1 (73.6)     | 17.8 (64.0)     | 12.8 (55.0)     | 8.0 (46.4)      | 15.9 (60.6)     |
| 일평균 최저 기온 °C (°F)                                     | 1.8 (35.2)      | 2.0 (35.6)      | 4.4 (39.9)      | 8.7 (47.7)      | 13.6 (56.5)     | 18.3 (64.9)     | 22.9 (73.2)     | 23.7 (74.7)     | 19.5 (67.1)     | 13.2 (55.8)     | 8.1 (46.6)      | 3.8 (38.8)      | 11.7 (53.0)     |
| 역대 최저 기온 °C (°F)                                       | −5.2 (22.6)     | −6.1 (21.0)     | −3.6 (25.5)     | −1.1 (30.0)     | 3.1 (37.6)      | 7.9 (46.2)      | 13.7 (56.7)     | 15.9 (60.6)     | 7.0 (44.6)      | 2.8 (37.0)      | −0.4 (31.3)     | −3.5 (25.7)     | −6.1 (21.0)     |
| 평균 강수량 mm (인치)                                        | 97.8 (3.85)     | 86.8 (3.42)     | 137.7 (5.42)    | 130.4 (5.13)    | 146.2 (5.76)    | 222.5 (8.76)    | 279.7 (11.01)   | 198.3 (7.81)    | 202.0 (7.95)    | 106.5 (4.19)    | 99.4 (3.91)     | 83.5 (3.29)     | 1,790.8 (70.50) |
| 평균 강수일수 (≥ 1.0 mm)                                     | 11.3            | 10.6            | 11.4            | 10.2            | 9.2             | 11.5            | 11.4            | 9.0             | 10.7            | 8.0             | 10.0            | 10.4            | 123.7           |
| 평균 월간 일조시간                                           | 83.5            | 101.0           | 151.2           | 182.0           | 204.1           | 137.3           | 164.1           | 197.4           | 143.5           | 156.9           | 116.6           | 86.3            | 1,723.8         |
| 출처: 일본 기상청 (평년값: 1991년~2020년, 극값: 1977년~현재) |                 |                 |                 |                 |                 |                 |                 |                 |                 |                 |                 |                 |                 |

## 관련 인물
- 아베 신타로
- 아베 신조